# Coemeterium

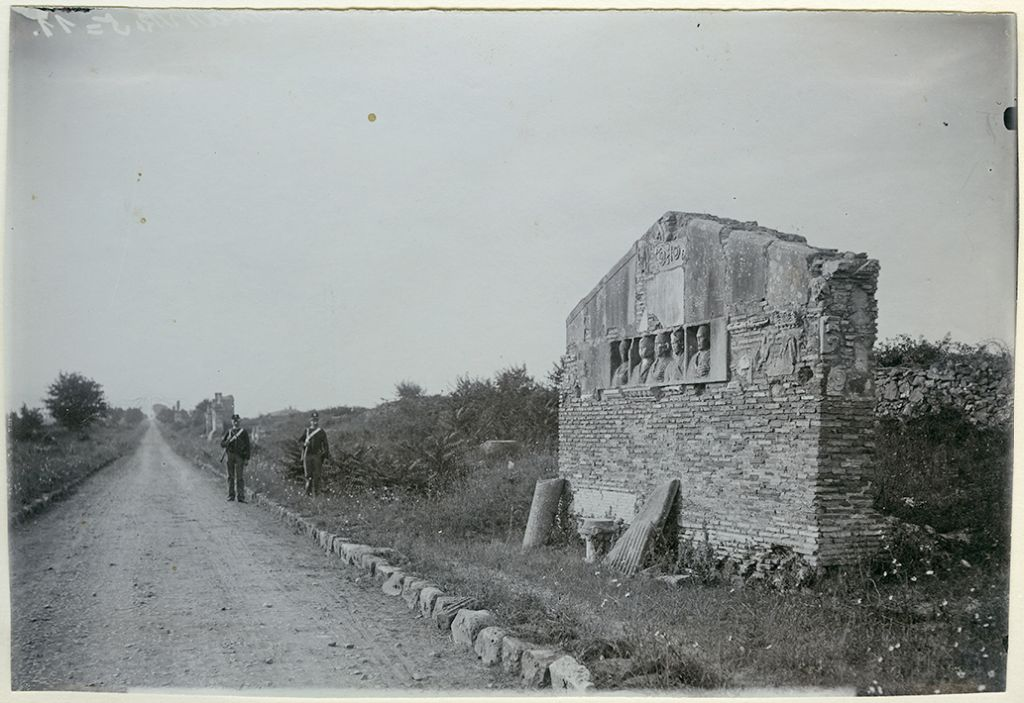
Coemeterium

Coemeterium (łac. z stgr. κοιμητήριον – sypialnia, miejsce spoczynku) – rodzaj cmentarza w starożytnym Rzymie sytuowanego wzdłuż drogi prowadzącej do miasta. 
Stawiano przy niej naziemne kolumbaria, kapliczki z zewnętrznym ołtarzem, okazałe deokorowane grobowce, groby z pomnikami lub epitafiami, cippusy oraz stele. Cechą charakterystyczną coemeterium było wspólne mieszczenie pochówków ciałopalnych i grzebalnych.